# جان کیلر
جان کیلر (به انگلیسی: John Keeler) یکی از نقش‌های سریال ۲۴ است. جف پیرسون نقش جان کیلر را در این سریال بازی می‌کند. او در فصل سوم، نامزد انتخابات ریاست جمهوری ایالات متحده و در نیمه ابتدایی فصل چهارم، رئیس جمهور ایالات متحده امریکاست.

## فصل سوم
در این فصل او رقیب اصلی دیوید پالمر و نامزد حزب جمهوریخواه است و قصد دارد رئیس جمهور ایالات متحده امریکا بشود. شری پالمر، همسر سابق رقیب او، دیوید پالمر با بدست آوردن مدرکی علیه همسر سابقش، قصد دارد به رئیس جمهور شدن جان کیلر کمک کند، و در عوض در دولت او یک پست سیاسی مهم بگیرد. اما پیش از تحویل مدرک به کیلر، کشته میشود. در نهایت، دیوید پالمر از رقابت با کیلر در انتخابات کناره گیری میکند. 

## فصل چهارم
در این فصل، جان کیلر، رئیس جمهور ایالات متحده امریکاست و در عین حال امریکا با فعالیتهای یک گروه تروریستی به رهبری مسلمانی به نام مروان، درگیر است. در تمام نیمه آغازین این فصل، جان کیلر در یک سفر هوایی طولانی به مقصد لس آنجلس در حرکت است. رأس ساعت ۱۲ شب، هواپیمای کیلر مورد اصابت موشک گروه تروریستی مروان قرار میگیرد و ساقط میشود. پسر کیلر در پرواز کشته میشود، اما جان کیلر با وجود صدمات جسمانی شدید، جان سالم به در میبرد. بدلیل عدم توانایی کیلر در اداره دولت، کابینه او خیلی سریع به ریاست جمهوری معاون اولش، چارلز لوگان رای میدهند.